# Руд, Нильс Юхан
Нильс Юхан Руд (норв. Nils Johan Rud; 24 июля 1908 года, Рингсакер, Норвегия — 7 июня 1993 года, Аскер, Норвегия) — норвежский писатель. Брат писателя Боргхильда Руда (1910—1999). Отец джазового музыканта Эспена Руда (род. 1948).

## Биография
Придерживался демократических убеждений. В 1932—1970 годах был редактором журнала «Magasinet for Alle» (позже именовавшегося на «Arbeidermagasinet»). В этом издании дебютировали такие известные норвежские авторы как Тор Юнссон, Артур Омрё, Альф Пройсен, Ингер Хагеруп и другие. В 1933 году публикует свой первый роман («У нас будет ребёнок»). Творчески был лирическим прозаиком, продолжая стилистику Кнута Гамсуна.

## Сочинения

### Романы
- У нас будет ребёнок / Vi skal ha et barn (1933)
- Så stjeler vi et fattighus (1934)
- Я не пролетарий / Jeg er ingen proletar (1935)
- Alle tiders største (1936)
- Han tør ikke være alene (1938)
- Охота и женщина / Jakten og kvinnen (1939)
- Drivende grenser (1941)
- трилогия:
  - Сыновья мира / Fredens sønner (1947)
  - Женщины в предрождественские дни / Kvinner i advent (1948)
  - Нас любила земля / Vi var jordens elskere (1949)
- Markus og bålene (1951)
- Цветёт колючая проволока / Piggtråden blomstrer (1954)
- Ettersøkte er atten år / Ettersøkte er 18 år (1958, экранизирована в 1959)
- Min ungdom var en annens (1963)
- Brønnen (1971)
- Evjene (1975)
- Эхо страстей усадьбы / Ekko i det gamle tun (1982)
- Spinnehjulet (1986)
- Det har ventet på deg (1988)
- En fremmed i speilet (1993)

### Новеллы и эссе
- Свободная земля / Fri jord (1945)
- Både vinter og vår (1952)
- I eventyrskog (1955)
- Det var en lørdag aften (1959)
- Ørretsommer og rypehøst (1961)
- Дороги для пешеходов / Veier for fot (1967)
- Eros leker (1969)
- Noveller i utvalg (1972)
- Av et halvt hundre år (1973)
- Breen blomstrer (1980)
- Fra alder til alder (1985)
- Gammel manns høysang (1990)

### Книги для детей
- Gutter på skoggang (1928)
- Karsemne (1930)
- Skaugumtrollet (1931)
- Tusser og troll (1934)
- Stifinner (1935)
- Et riktig mannfolk (1936)

## Экранизации
- 1949 — Бегство девчонки / Ung flukt

## Награды
- Gyldendal (1947)
- Кавалер I класса Ордена Святого Олафа (1972)
- Gyldendal (1974)
- премия Доблоуга (1979)
- Norsk kulturråds ærespris (1987)